# Бхакти
Бха́кти (санскр. भक्ति, IAST: bhakti) — преданность, любовь к Богу в индийской философии и религии, а также условное наименование религиозно-реформаторских движений, распространившихся на Севере Индии в эпоху Позднего Средневековья.
Бхакти описывает взаимоотношения между преданным, называемым «бхактой», и Богом в различных формах. В индуизме практика бхакти или «бхакти-йога» позволяет обрести единение с Богом и тем самым освобождение души от циклов рождения и смерти. Бхакти может определяться как дисциплина, устраняющая эгоизм «Я» и ограниченность «моего». В индийской традиции о бхактах говорят как о тех, кто неотделим от Бога (авибхакта). Чувства бхакты устремлены к Богу всегда и при любых обстоятельствах или поступках. Бхакти не предполагает стяжательства или получения выгод от любви к Богу. Тем самым бхакти определяется как любовь к Богу, не обременённая желаниями. Считается, что медитации, мантры и другие практики являются вспомогательными средствами, необходимыми для культивирования бхакти. Чистым бхакти считается то, где любовь проявляется ради самого Бога, а преданность состоит из сочетания любви и бескорыстного служения. В конечном состоянии бхакти описывает состояние ума, когда человек не обладает никаким иным существованием, отделённым от Бога. Таким образом, бхакти представляет собой полное отождествление сознания человека с тем идеалом, к которому он устремлён.
В вишнуизме бхакти направлено на Вишну и его аватары (в основном, Кришну и Раму), тогда как в традициях шиваизма и шактизма бхакти культивируется по отношению к Шиве и Шакти. Кроме того, выделяется ниргуна-бхакти, то есть любовь к обезличенному Богу без формы, Абсолюту.

## Этимология и происхождение
Ведийская традиция, преобладавшая в Древней Индии с 1500-х годов до н. э. до первых веков нашей эры, опиралась, преимущественно на ритуалы. Она включала воспевание священных гимнов и жертвоприношение различным духам, отождествляемым с силами природы. В сравнении с более поздней практикой бхакти отношения к ведийским божествам никогда не носили личный или близкий характер, наполненный чувствами и привязанностью. Кроме того, ведийские божества не имели иконографического представления. Они не изображались и не представали в антропоморфной форме. Очеловечивание божественных сил стало возможным благодаря распространению бхакти.
Практика близких взаимоотношений с божеством, по всей видимости, не является арийской. Иными словами, бхакти считается неведийского происхождения. Кочевые племена ариев постепенно распространялись за пределы своего первоначального ареала обитания на северо-западе Индии. Они проникли в Западную и далее в Центральную Индию, преобразуя культурно-религиозную среду коренных народов Индии. Однако прежние верования не вытеснялись, а интегрировались с ведийскими традициями ариев. Таким образом, культивирование личных отношений с божеством проникло в ведизм и оказало влияние на последующее развитие индуизма.
В одной из древнейших упанишад, а именно, Шветашватара-упанишаде, впервые встречается слово «бхакти». В тексте оно, по всей видимости, означает почитание — как божества, так и духовного учителя:

Если эти истины были сказаны высоко осознанному человеку, чувствующему наивысшую преданность [бхакти] Богу и своему духовному учителю как Богу, то они непременно будут сиять как внутренний опыт — они действительно будут сиять.
— Шветашватара-упанишада, глава VI, текст 23
Шветашватара-упанишада датируется учёными V—I веками до н. э. Среди прочего она известна тем, что в ней слово «бхакти» употреблено единожды в заключении. Некоторые учёные ставят под сомнение подлинность упомянутой фразы. Немецкий филолог Макс Мюллер обратил внимание на то, что заключение в Шветашватара-упанишаде значительно контрастирует с её основным текстом. Понятие нигде не раскрывается, что дало основания Мюллеру полагать, что упоминание бхакти — это более позднее дополнение и, что возможно, оно не было теистическим. Иными словами, оно не означало тот смысл, которого придерживаются в настоящее время.

## Исходная концепция: бхакти в «Бхагавадгите»
Концепция бхакти как пути освобождения души впервые изложена в «Бхагавадгите». Именно в ней излагаются ранние основы бхакти, её практика и духовные результаты. Исследователи затрудняются назвать век, когда была создана «Бхагавадгита», однако считается, что её текст составлен во II веке до н. э. «Бхагавадгита» излагает бхакти в свете поклонения Бхагавану Кришне. Она описывает очень близкие отношения с Богом, обладающем личностью и человеческой формой. Однако в отличие от поздней традиции бхакти, в «Бхагавадгите» отношения рассматриваются как дисциплинирующая практика, сравнимая с йогой. Основные положения «Бхагавадгиты» по теме бхакти изложены, преимущественно, во второй трети сочинения (главы с VII по XII). Кратко постулаты можно свести к нескольким тезисам:

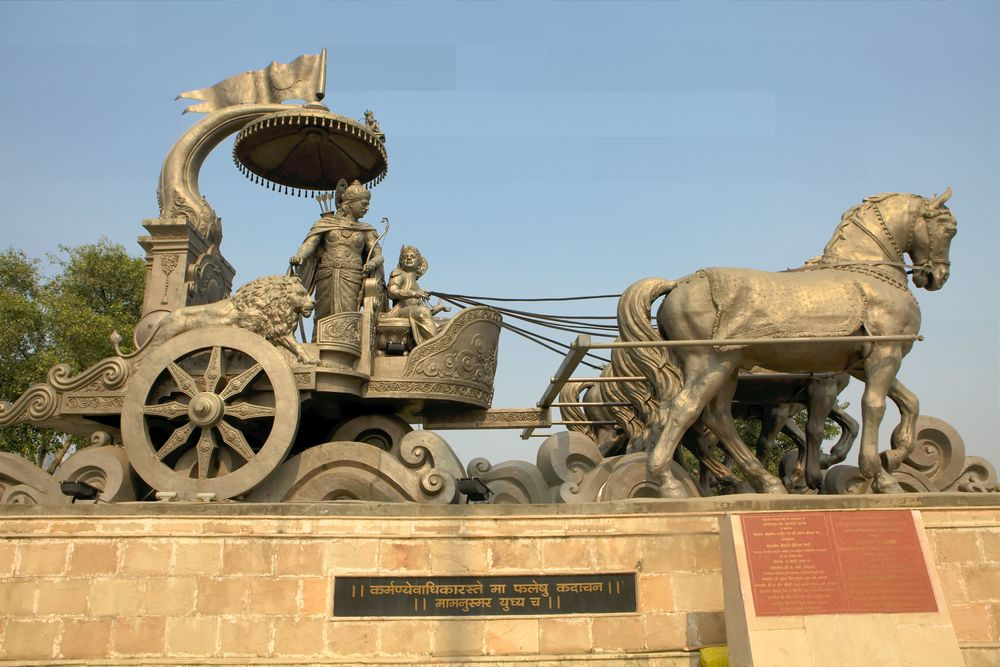
Скульптурная композиция: беседа между Арджуной (лучником, символизирующим душу) и Кришной (колесничим, воплощающий Бога) из «Бхагавадгиты» о войне и дхарме, храмовый комплекс в Курукшетре, Индия.

- практикуя йогу, следует, прежде всего, направлять ум на Бога (Кришну) (VII. 1);
- среди четырёх видов почитателей Бога наиболее достойны похвалы возвышенные души, то есть те, кто стремятся постичь Высшую реальность, обладают духовным знанием и отдаёт себя преданному служению Богу (VII. 16-19);
- люди, не ведающие истины, почитают других божеств, не зная, что даже плоды своего почитания они получают от Бога, поскольку те божества —лишь его «формы» (VII.20-23);
- чтобы слиться с Богом, необходимо помнить о нём в час смерти (VIII.5—13);
- о Боге следует помнить постоянно и посвящать Ему свои действия, думать о Нем с любовью и преданностью, благодаря чему душа может получить освобождение (VIII. 14-16);
- невежественные души, не почитающие Бога, видят лишь его материальную оболочку, однако «великие души» поклоняются Ему с любовью и преданностью (IX. 11-14);
- даже при совершении греха любящий Бога становится добродетельным и обретает освобождение (IX. 30-31);
- мудрые поклоняются Богу, почитая его как источник духовного и материального (Х.8);
- чистое преданное служение включает отказ от стяжания плодов своей деятельности и посвящение её Богу, уклонение от пустых умозаключений, признание Бога целью своей жизни и равное отношение ко всем живым существам (XI.55);
- почитающие обезличенные аспекты Бога (непроявленный, недоступный, неизменный и пр.) достигнут освобождения, однако их путь значительно труднее, чем бхакти (ХII.2-8).

Среди других стихов «Бхагавадгиты» выделяются те, в которых Кришна даёт Арджуне практические наставления. В частности, кто как его почитает, того таким же образом почитает и он. Душа получает духовное вознаграждение в соответствии со своими усилиями (IV.11). Кришна настаивает на том, чтобы Арджуна был к нему ближе: стал преданным, поклонялся и почитал (XVIII.65). Это обеспечило бы освобождение Арджуны от бесконечного цикла рождения и смерти. Кроме того, Кришна предостерегает Арджуну от посвящения в сокровенное знание невежественных людей и, напротив, делиться своим знанием с другими преданными (XVIII.67-68).

Всегда думай обо Мне, стань Моим преданным, поклоняйся Мне и почитай Меня. Так ты непременно придешь ко Мне. Я обещаю тебе это, ибо ты — Мой дорогой друг. Оставь все религии и просто предайся Мне. Я избавлю тебя от всех последствий твоих грехов. Не бойся ничего.
— Бхагавадгита, глава 18, тексты 65-68

## Бхакти как путь освобождения души
Согласно традиционному представлению бхакти составляет один из трёх «путей» (марга) духовной практики наряду с «путем познания» (джняна-марга) и «путем действия» (карма-марга). Среди них бхакти считается наиболее подходящим для большинства людей, поскольку не требует специальных усилий или подготовки. Путь бхакти доступен всем, невзирая на образование, пол, уровень достатка и социальное положение, включая принадлежность к касте. Бхакти как путь достижения высшей цели человеческой жизни, — освобождения души, — получил признание уже в древности. В Средневековой Индии он возобладал в большинстве традиций индуизма. В противном случае, в отсутствие движения бхакти, богопочитание могло быть поставлено под вопрос радикальным монизмом Шанкары и его последователей. В новое и новейшее время путь бхакти остаётся главным как в самой Индии, так и в религиозных сообществах за её пределами. Движение бхакти оставило значительный след в истории индийской философии. Практически все школы веданты, оппонировавшие адвайта-веданте, переосмыслили ведантийскую «теологию», «космологию» и «антропологию» исходя из потребностей практического богопочитания с точки зрения бхакти.
Основными практиками для последователей традиций бхакти является воспевание или повторение имён Бога, совершение паломничества по святым местам, «служение стопам Бога», памятование о Боге, слушание и повествование о его свершениях, упование на его милость и т. д. Другой часто проводимой практикой является совершение ежедневных подношений для мурти, которые проводятся как в храме, так и на дому. Подношения обычно состоят из цветов, благовоний (дхупа), одежды (вастра), лотосового трона (асана), воды (аргхья), огня (дипа), еды (найведья), предметов культа и т. д. После совершения обряда в храме пуджари (священник) раздаёт пищу и другие элементы, которые после предложения мурти считаются прасадом. Важной частью практики бхакти является даршан — посещение храма и святых мест для лицезрения священных образов.

## Альвары и наянары

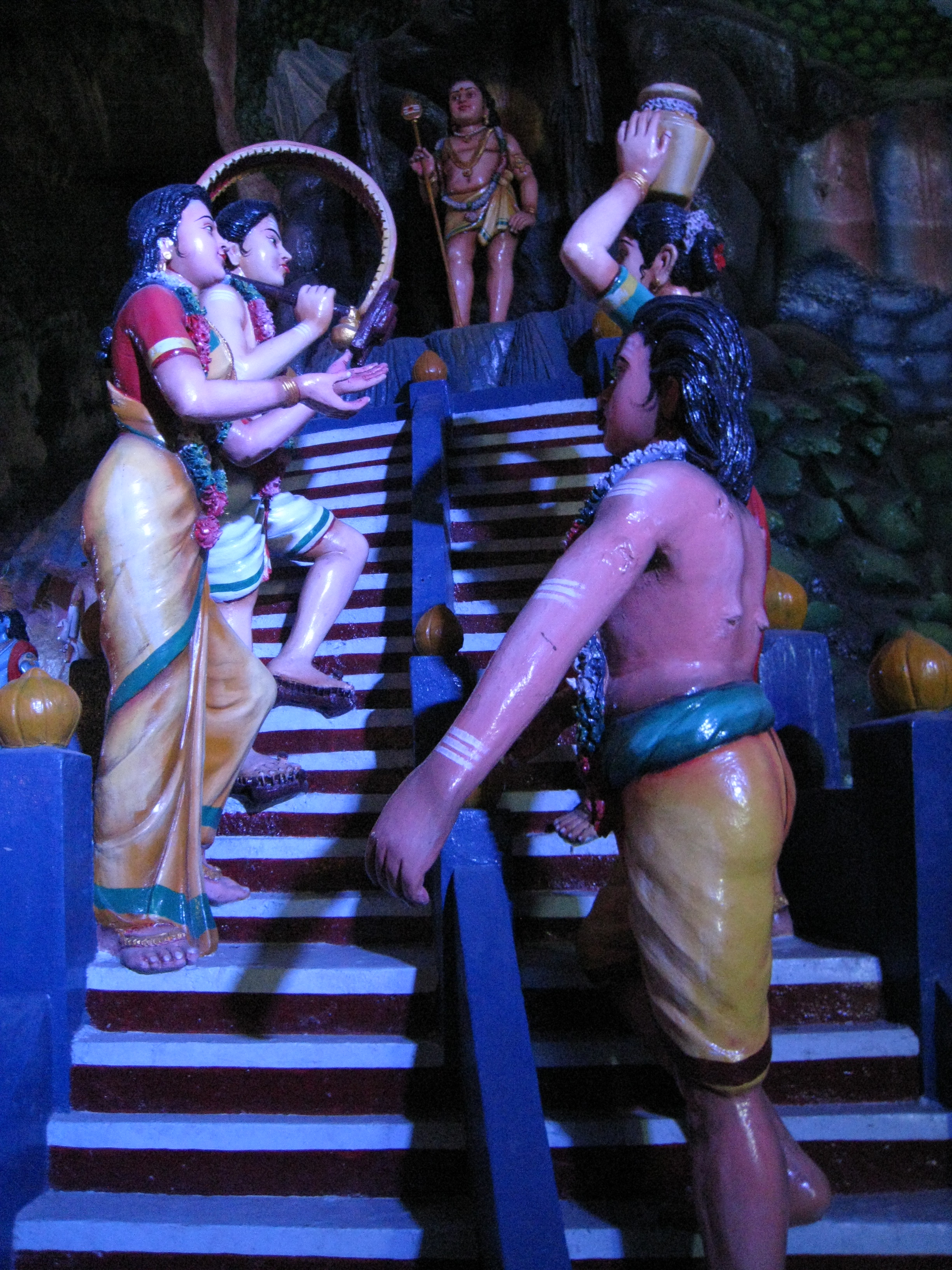
Бхакты выражают почтение Муругану в священных пещерах Бату (современная инсталляция, Куала-Лумпур, Малайзия)

Некоторые исследователи усматривают происхождение зрелой традиции бхакти со II или III века. В частности, в Тамилнаде почиталось местное божество Муруган, — бог охоты, войны и любви, обожествленной энергии солнца, — который постепенно стал отождествляться с сыном Шивы — Скандой. Однако литературное выражение «путь преданности» получает полное формирование значительно позже, в пределах V—IX веков. Речь идёт о поэзии вайшнавских альваров и шиваитских мистиков наянаров. Бхакти приобрело черты страстной преданности богам, — Вишну, Шиве или богине, — наполненной эмоциональными переживаниями. Любовно-мистические стихи и гимны народных поэтов создали привлекательные образы божеств. Их любовная лирика стала широко популярна в Южной Индии среди простого населения. Можно назвать несколько причин популяризации бхакти альваров и наянаров. К ним относится доступность образов и их простота. Поэты сочиняли на местном языке, тамили, а не на санскрите, непонятном для большинства населения. Бхакти, адресованное избранному божеству, представлялось более привлекательным, нежели аскетизм и отречение, характерные для джайнизма и буддизма. Близкая связь между бхакти и служением, которое было необходимым социально-культурным элементом в феодальном обществе, поощрялась высшими кругами. Возможность исповедования бхакти без прямого участия брахманского жречества и, как следствие, доступность всем слоям общества. Всё это способствовало расцвету бхакти и проникновение его в храмовые ритуалы, прежде всего, в пуджу. Через закрепление в религиозных канонах и храмовых ритуалах бхакти превратилось в религиозный институт.
Отличие бхакти святых поэтов, любимых в народе, от бхакти в «Бхагавадгите» состояло прежде всего в том, что «путь преданности» рассматривался теперь уже не как один из альтернативных путей спасения, а как единственный. Достижение Бога уже не сопровождается развитием духовного знания (джняны) и действием, посвящённым Богу. Вместо них сближение с Богом происходит благодаря культивированию любовных чувств к персонифицированному, то есть имеющему человеческий облик, Богу. Влияние движения альваров и наянаров на южноиндийский индуизм было весьма ощутимо. Святые поэты воспевали конкретных, то есть местных божеств. Они почитались как божества конкретного святилища: Вишну из Шрирангама, Шива из Арура и т. д. Воспевание бхактами божеств способствовало культу изображений и изваяний богов в храмовом богослужении. Кроме того, распространение стихов и гимнов по территории всей Индии привело к превращению местных культов в общеиндийские. Так произошло с Ранганатхой из Шрирангама и Венатешварой из Тирупати.

## Бхакти раннего вайшнавизма
Первые элементы бхакти, получившие последующее развитие в вайшнавской традиции, возникают в поэзии Наммальвара (880—930), одного из плодовитых и талантливых мистиков раннего вайшнавизма. В его сборнике «Тируваймоли», содержащем 1102 гимна в честь Вишну, в поэтической манере излагаются основные положения будущей вишишта-адвайта-веданты. К ним относятся Брахман или Высшая реальность, цель жизни (освобождение), джива или стремящаяся обрести Вишну душа, духовная практика или средства достижение цели, препятствия на пути освобождения. В стихе 6.10.10 «Тируваймоли» Наммальвар называет ключевые элементы бхакти: отчаяние в поисках Бога, Шри (Лакшми) как посредник между душой и Вишну, персонификация Высшей реальности в лице Венкатешвары, проживающего в горах Тирувенкатама, отказ от других путей освобождения души кроме предания себя на милость Вишну. В последующем эти поэтические образы легли в основу бхакти традиции шри-вайшнавизма:

О, хозяин Тирувенкатама (Тирупати), которого с трепетом ищут несравненные амары [полубоги] и мудрецы с закрученными в узел волосами! На твоей обворожительной груди пребывает божественная мать (Лакшми), родившаяся из цветка (лотоса), о которой ты говорил, что вы ни на миг не разлучитесь. [Ты] в несравненном великолепии; Ты — Господь всех трех миров, у твоих прекрасных стоп твой слуга получает прибежище, не ища ничего другого.
— «Тируваймоли», текст 6.10.10
Натхамуни (824—924) посвятил свою жизнь сбору гимнов альваров, которые заучивались наизусть и никем письменно не хранились. Как образованный брахман Натхамуни первым предпринял усилия по объединению философии веданты, основанной на священных текстах, с духом преданности и служения альваров. Благодаря ему вайшнавизм унаследовал поэтические сочинения альваров. Значительную часть теологической работы проделал его внук, Ямуначарья (916—1041 или 918—1038), духовный глава вайшнавской общины в Шрирангаме. Ямуначарья является автором одного из влиятельных текстов в вишишта-адвайта-веданте — поэтического гимна «Стотра-ратна» («Сокровище гимнов [посвященных Вишну]»). Его значимость объясняется тем, что гимн стал образцом стиля для более поздних сочинений в вишишта-адвайте. «Стотра-ратна» декларирует ключевые идеи вишишта-адвайты: понимание Вишну (в форме Нараяны) как Бога, пути бхакти и прапатти, великолепие Нараяны и несовершенства автора. «Сокровище гимнов» представляет собой обращение к Вишну от первого лица. Отличительной особенностью бхакти Ямуначарьи является его первоначальное обращение к Шри (Лакшми), а затем к Нараяне (Вишну) и, что более важно, оба отвечают ему. В «Сокровище гимнов» описаны божественные атрибуты Лакшми, у которой автор просит прибежище. Лакшми кратко отвечает ему, после чего Ямуначарья обращается к Нараяне с просьбой найти в нём прибежище, а затем стать его бхактой. Кроме того, Ямуначарья в «Сокровище гимнов» признаётся в том, что осознаёт своё несовершенство. Продолжительное раскрытие божественных атрибутов и качеств Бога, а также недостатков искателя представляет собой процесс осознания божественности и спасительной роли Нараяны. В конечном счёте Бог идёт навстречу душе и обещает ей свою защиту. Однако ответ Нараяны не является реакцией на обращение и раскаяние Ямуначарьи — оно проявляется как сострадание, которое Нараяна проявляет по божественной воле в знак милосердия. Текст «Стотра-ратны» содержит первое в вайшнавской традиции упоминание о шаранагати или нахождение прибежища в Боге. Шаранагати представляется не как альтернатива бхакти, а как выражение самого бхакти.

Господь, если не взглянешь, то эти миры не будут существовать…
Без Бога у меня нет хозяина, а без меня у Бога нет подходящего кандидата для милости…
Помнишь ли Ты своё обещание, что если к тебе обратится кто-нибудь и скажет: Господи, я — Твой, ты проявишь милость к нему. Почему же я исключение из этого?…
— Ямуначарья. «Стотра-ратна». Стихи 7, 48, 61
Таким образом, «Стотра-ратна» декларирует ключевые идеи бхакти в вишишта-адвайте. Особую роль в ней играет заступничество богини Шри, осознание собственной беспомощности и обращение к Богу, нахождение прибежища в Вишну (шаранагати), предание себя (прапатти) и обретение милости по божественной воле, не зависящей от волеизъявления бхакта. Всё это отражает как путь бхакта, так и чудесную природу милосердия Бога.

## Бхакти и Рамануджа
Раманудже (1017—1137) приписывается авторство нескольких сочинений, а именно «Шри-бхашья» (комментарий, посвящённый богине Шри (Лакшми), — комментарий к «Брахма-сутрам»), «Гита-бхашья» (комментарий на «Бхагавадгиту»), «Ведартха-самграха» («Краткое изложение смысла Вед» — комментарий на упанишады) и два коротких комментария, которые представляют собой сокращённые версии «Шри-бхашьи». Последняя считается главным трудом жизни Рамануджи, как по широте охвата взглядов, так и по глубине его философского понимания. Помимо них последователи Рамануджи со времён Сударшана Сури и Ведантадешики приписывают ему авторство трёх коротких работ, в частности, «Шаранагати-гадья» (о поиске прибежища), «Шриранга-гадья» (о поиске Ранганатха) и «Шривайкунтха-гадья» (о поиске Вайкунтхи), а также пособие по ежедневному богослужению, называемое «Нитья-грантха».
Упоминание «бхакти» и «бхакта» в «Шри-бхашье» Рамануджи встречается не часто — всего чуть более десяти раз, часть из которых являются цитатами, прежде всего, из «Бхагаватгиты». Напротив, в «Шаранагати-гадья» тема бхакти звучит в полном объёме. Рамануджа разъясняет бхакти-йогу и вводит свои дополнительные элементы: Нараяну вместо Бхагавана Кришны, прапатти и другие. Эти различия наводят некоторых учёных на мысли, что авторство более поздней «Шаранагати-гадья» не принадлежит Раманудже. Другие учёные считают, что Рамануджа писал свои сочинения для разных аудиторий. В то время как сложная философская «Шри-бхашья» представляла собой теологическую работу, простая и целостная «Шаранагати-гадья» описывает личные отношения её автора с Вишну в лице Нараяны.
Бхакти у Рамануджы является конечной ступенью постижения Вишну. Оно включает в себя достижения, которые могут быть получены другими способами — джняна-йогой и карма-йогой. Рамануджа прямо заявляет, что бхакти ведёт к исчезновению невежества и достижению Высшей реальности:

…поклонение обретает высшую форму бхакти и её результатом является переживание Брахмана, которое равноценно самому Брахману и ведет к рассеиванию невежества у того, кто поклоняется…
— Шри-бхашья, текст 1.2.23
В понимании Рамануджи упасана (религиозное поклонение, включающее ритуалы) в большей степени связана с «путем знания», нежели бхакти. В то же время Рамануджа отмечает, что духовное знание, которое может победить невежество, возникает благодаря упасане, поскольку чистого осознания божественности может быть недостаточно. В «Гита-бхашьи» Рамануджи прапатти представляется как предварительный шаг перед бхакти. Однако предание себя на милость Вишну может быть настолько эффективным, что способно заменить усилия, предпринимаемые карма- и джняна-йогами. В «Шаранагати-гадья» Рамануджа описывает путь освобождения через принятие прибежища и получение божественной милости, которые станут общепринятыми в поздней практике шри-вайшнавизма. К основным тезисам бхакти-йоги Рамануджи могут быть отнесены следующие:
- существование различных взаимоотношений с Богом, о чём свидетельствует бесконечное перечисление его атрибутов и качеств; в отличие от североиндийского бхакти, где преобладало отношение к Кришне как к ребёнку (Бала-Кришна) или возлюбленному супругу (Радха-Кришна), у Рамануджи личные взаимоотношения носят более широкий характер;
- супруга Вишну, богиня счастья и процветания Шри (Лакшми), выступает в качестве посредника между душой и Богом; Рамануджа, как и его предшественник Ямуначарья, сначала обращается к Лакшми, а затем после получения её милости — к Нараяне;
- трансцендентный и земной Вишну, имеющий бесконечное число образов, персонифицирован в лице конкретного божества, у Рамануджи им выступает главное божество Шрирангама — Шриранга (Ранганатха);
- преданное служение божеству (кайнкарья) должно сопровождаться чувственной привязанностью или любовью (ратхи) — им противостоят ритуальное служение и различные оттенки любви, например, нежное отношение к божеству как к ребёнку (ватсалья) — это отличает бхакти в Северной и Южной Индии;
- признание «Бхагаватгиты» как ключевого источника духовного знания в контексте нахождения прибежища в Бхагаване и предания себя на его милость, однако для получения божественной милости сначала происходит обращение к Шри и затем — к Нараяне;
- признание собственного несовершенства и невозможности полностью избавиться от недостатков, — что характерно для поэзии альваров и Ямуначарьи, — и обращение к Богу за прощением несовершенства и спасением;
- для выполнения прапатти требуется выполнение ряда действий, — намерение подчиниться Богу, отказ от сопротивления божественной воли, вера в высшее покровительство, обращение за спасением, сознание своей беспомощности и признание отсутствия других путей спасения.

## Распространение бхакти
Творчество альваров и наянаров способствовало распространению «пути бхакти» по всему Индостану. Оно привело к религиозному подъёму как простых людей, так и выдающихся мыслителей своего времени. Образованный Натхамуни проникся произведениями альваров и потратил годы на собирание их трудов в общий сборник. Его последователь, Ямуначарья, объединил любовь альваров с вайшнавской теологией. Затем Раманудже удалось провести полный синтез философии веданты, вайшнавской теологии и бхакти альваров. Таким образом бхакти было глубоко интегрировано в богословие, что закрепило его место в религиозном поклонении. Из Тамилнада начинается экспансия бхакти в соседний Карнатак, затем в Махараштру, далее на северо-запад, в Раджпутану и Гуджарат, и северо-восток, в Бенгалию. Одновременно с распространением по Индостану на его юге появляются новые течения бхакти. Усиление и развитие «бхактического индуизма» занимает весь период позднего средневековья, с XI по XVI века.
Как массовая форма религиозной жизни бхакти получило распространение в XV—XVI веках. В это же время образовались основные школы бхакти в индуизме, существующие и по сегодняшний день. В региональных традициях получили развитие определённые виды любовных взаимоотношений между бхактой и Богом. Они аналогичны человеческим взаимоотношениям. В Бенгалии, Чайтанья (1486—1534) объявил высшей формой бхакти любовь Радхи к Кришне — чувства девушки к своему возлюбленному. Влияние бхакти было настолько велико, что наложило неизгладимый отпечаток на последующую историю Индии. По силе своего воздействия, которое оно оказало на религиозную и культурную жизнь Индии, движение бхакти сравнивают с Реформацией в Европе. Основное сходство состоит в переносе акцента с социальной иерархии и ритуала на непосредственное личное отношение между человеком и Богом. Однако бхакти в Индии не внесло в общественную и социальную жизнь столь же глубоких перемен, как Реформация в Европе. Идеология бхакти приводила своих последователей к переосмыслению важнейших принципов и идей индуизма. В частности, авторитета Вед, кастовой системы общества, идеи освобождения души — или даже к отказу от них. В то же время движение бхакти не оказало существенного влияния на социальную структуру общества. В духовной жизни современной Индии и Южной Азии в целом наследие бхакти играет немалую роль. Многие традиции бхакти активно культивируются и по сей день. Влияние бхакти испытывали на себе многие видные индийские деятели XIX—XX веков. Например, Рабиндранат Тагор (бхакти, посвящённое Кришне, и ниргуна-бхакти) и Махатма Ганди (бхакти в честь Рамы).

## Разнообразие бхакти
В движении бхакти выделяются направления и разновидности бхакти. Среди них существуют и те, где преобладает «путь духовного знания» (все философские школы, и вайшнавские, и шиваитские), а также со значительной ролью «пути действия» (некоторые шиваитские нонконформистские группы) и, наконец, с доминированием «пути преданности» с акцентом на экзальтации и экстазе (ряд традиций кришнаизма).
Выделяются специальные классификации бхактических чувств и направлений, которые определены в самих индийских средневековых памятниках культуры. Первая из них, на которую обращают внимание многие индологи, включая Джона Кармена из Бирмингемского университета, является применением к бхакти основной типологизации чувств в руководствах по поэтике. В них различаются естественные чувства (бхавы) и создаваемые на их основе сценические (расы).
Бхакти бывает различных видов, в зависимости от совокупности прошлых действий (самскар) преданного, его сознания и уровня развития. Бхакти может проявляться в смиренном поклонении («шанта бхакти» как у эпического героя Бхишмы), родительской любви («ватсалья бхакти» Яшоды), сладостной любви («мадхура бхакти» Гауранги и Миры), а также глубокой привязанности («анурага бхакти» пастушек-гопи). Из всех форм бхакти наиболее простой считается отношение к Богу преданного слуги (дасьи). Затем оно развивается и достигает сладостной любви, образцами которой считаются Джаядева, Чайтанья и Рамакришна. Бхакти, в конечном счёте, предполагает принятие прибежище в Боге (шаранагати) и предание себя на Его милость (прапатти), которые рождаются из смиренного поклонения.
Другая, ещё более известная классификация распределяла уже не столько отношения, сколько интенции, иными словами, те уровни причастности к Богу, до которых бхакт может достигнуть в своей духовной практике. Во взаимодействии с избранным божеством их насчитывается четыре: пребывание с божеством в одном мире (салокья); пребывание близ божества (самипья); обретение формы божества (сарупья); растворение божестве (саюджья). Каждый бхакт соответственно мог примериться к одной из этих целей, сообразовывая с ней свои желания и возможности, и знать, на что он может рассчитывать, применяя свою «технику эмоциональности», считавшуюся магически действенной.

## Сагуна-бхакты
Одна из ключевых средневековых классификаций традиций бхакти, принятая в индологии, исходит из деления на тех, в которых божество является персонифицированным или представленным в антропоморфной форме. Бхактов, почитающих персонифицированное божество, называют «сагуна-бхакты». Однако несмотря на земные воплощения или аватар божеств, некоторые верующие предпочитают культ абстрактной или безличной Высшей реальности (Брахмана) — их называют «ниргуна-бхактами».
В большинстве случаев сагуна-бхактами являются вайшнавы, то есть бхакты, почитающие одну из форм Вишну — Ранганатху, Венкатешвару, Шринатхджи, Витхобу, Джаганнатху, Гуруваюраппана и других. Среди них выделяются значительные группы бхактов-кришнаитов и бхактов-рамаитов. Кришнаиты, в свою очередь, образуют пёструю группу вайшнавских течений, которые частично делятся по регионам. В частности, различаются южноиндийский и североиндийский кришнаизм.
Бенгальская (североиндийская) традиция бхакти сформировалась под влиянием ряда выдающихся поэтов-проповедников. Среди них выделяется Джаядева (1170—1245), автор знаменитой «Гитаговинды» — лирической поэмы, посвящённой Радхе и Кришне. Видьяпати (1352—1448) известен своими стихами, в которых воспета любовь Кришны и его возлюбленной. Его стихи делятся на циклы, названные по душевным состояниям Радхи: страждующая Радха, ревнующая Радха, Радха в разлуке и др. С именем лирического поэта Чандидаса (1370—1433) связывают создание литературной школы, представители которой приняли участие в реформировании движения бхакти при Чайтанье.
В североиндийском кришнаизме выделяется община пуштимарг («путь процветания [души]»), основанная в конце XV века Валлабхой (1479—1531). Она возникла в Брадже — регионе, примыкающем к Матхуре, — городе, в окрестностях которого, по преданиям, прошли детские годы Кришны и его божественные игры-лилы. Окончательно «путь процветания» сложился при сыне упомянутого ачарьи — Виттхальнатхе (1516—1588). Традиция пуштимарг прославилась тем, что вокруг её центра, храма Шри Натхджи, образовался союз восьми поэтов-бхактов «Аштачхап». Они считаются своеобразными преемниками альваров. Среди них выделялся святой поэт Сурдас (1478—1563), автор поэмы «Сурсагар», посвящённой Кришне.
Позднее в Брадже сложилась радхаваллабха-сампрадая («возлюбленные Радхи»). Она была основана проповедником и поэтом Хитом Хариваншей Госвами (1502—1552). В качестве объекта поклонения выступала возлюбленная Кришны пастушка Радха. Почитание женского божества сближает радхаваллабха-сампрадаю с одной из традиций тантризма, а именно, шактизмом.
Среди бенгальских кришнаитских общин, среди которых хорошо известны гаудия-вайшнавы, выделяется группа последователей Чайтаньи (1486—1533). Он разработал новую школу ачинтья-бхеда-абхеда, ставшую основой для гаудия-вайшнавизма. Чайтанья исповедовал бхакти-йогу и ввёл в духовную практику поклонение Радхе-Кришне. При Чайтанье публичное пение мантры и имени Кришны (киртан) стали основными формами выражения почитания Кришны.
Представители другой традиции, рамаиты, поклонявшиеся аватаре Раме, развивали культ преданного служения. В их традиции отсутствует любовная и эротическая лирика. Её место занимает праведность и нравственность в служении божеству. Сам образ Рамы, дошедший до нас благодаря эпической «Рамаяне», отличается целомудренностью и самоотверженностью, а также лояльностью к кастовой системе. В рамаизме особое место занимает почитание Ханумана, который олицетворяет собой беззаветную преданность Раме. Среди поэтов-рамаитов выделялся Тулсидас (1532—1623), автор написанной на языке авадхи «Рамачаритаманасы» («Море подвигов Рамы»). Оно представляет собой новое, выдержанное в духе бхакти, прочтение древней «Рамаяны».

Известные сагуна-бхакты
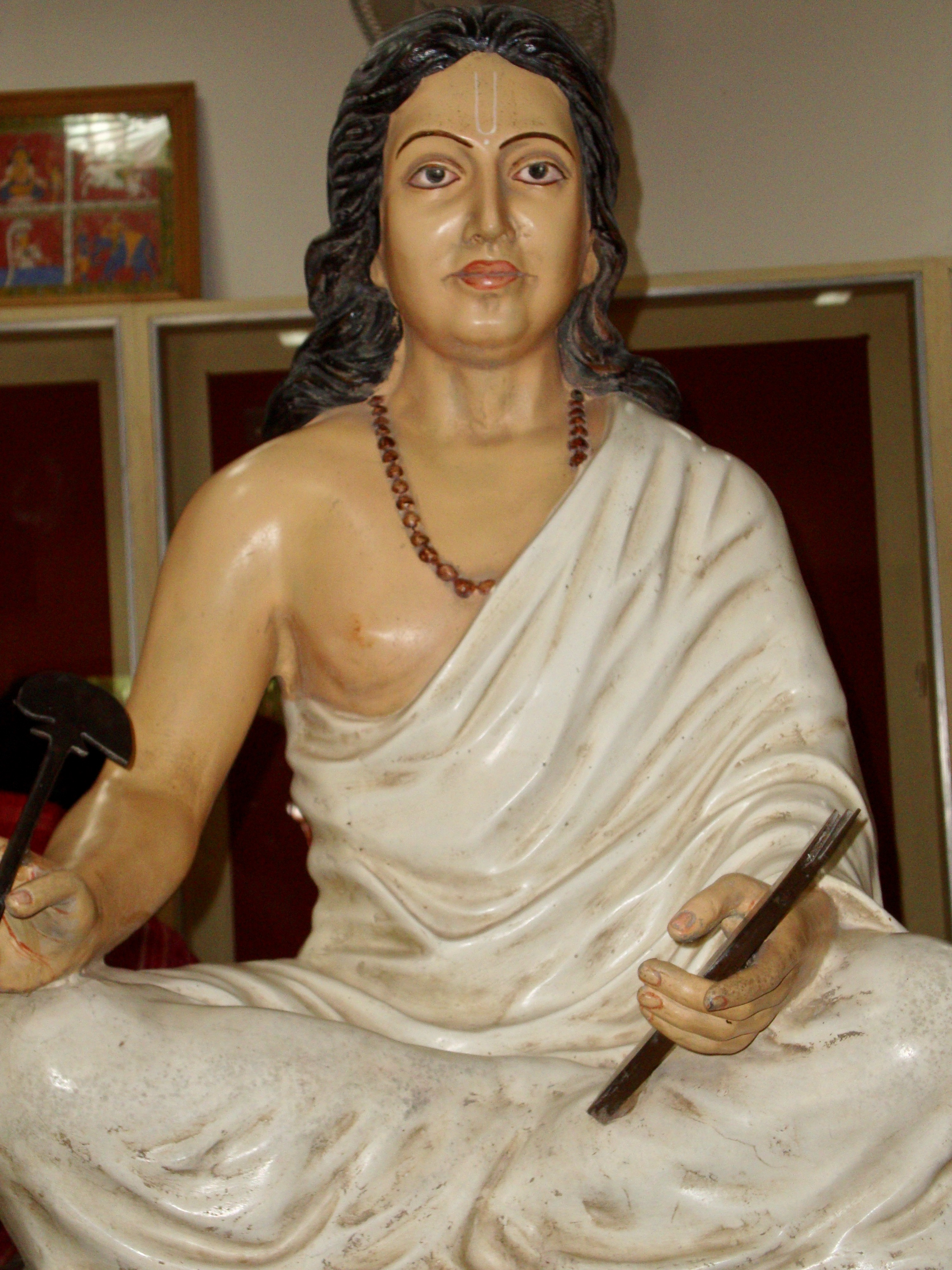
Статуя Джаядева на его родине в Ориссе
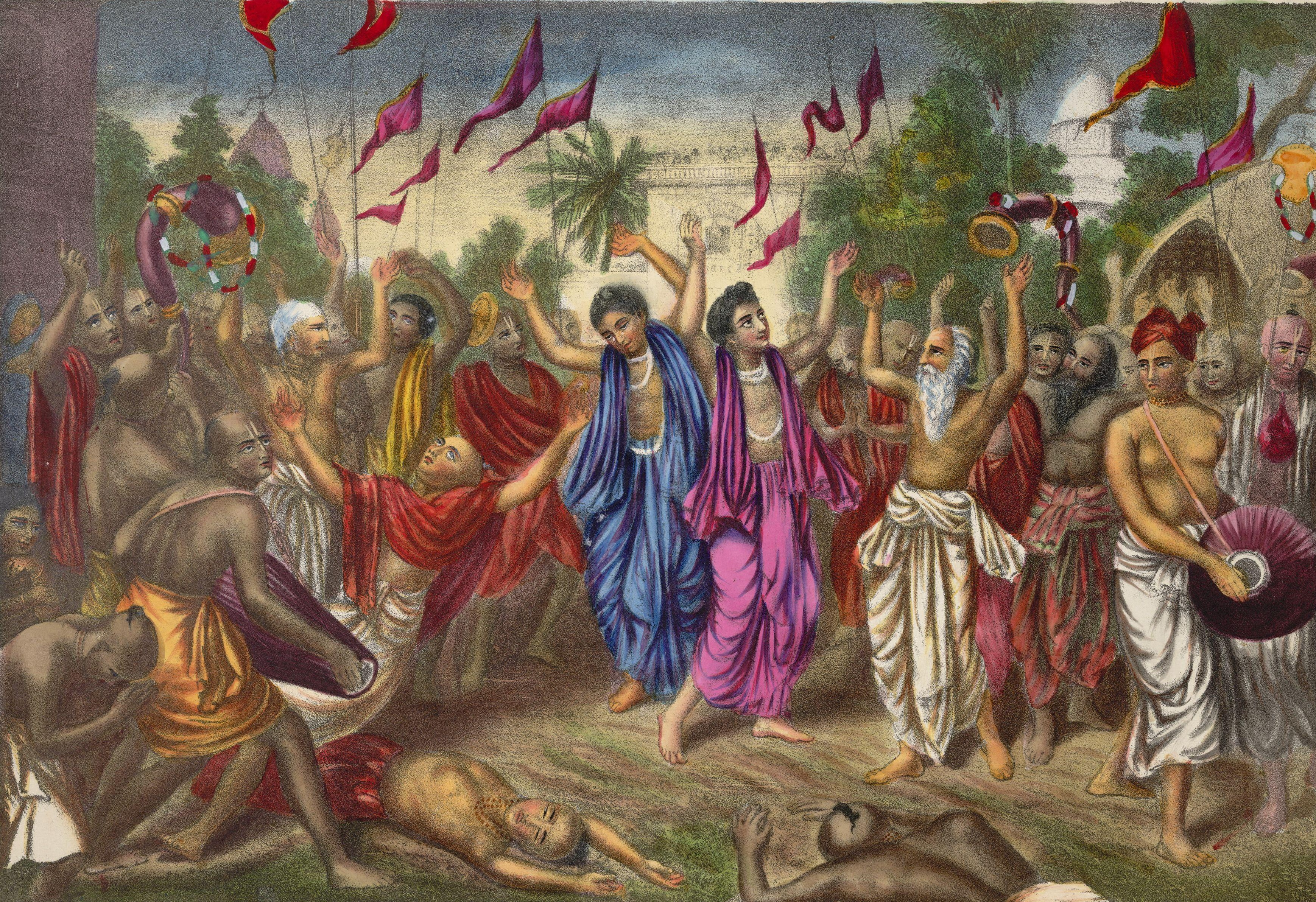
Санкиртан Чайтаньи и Нитьянанды на улицах Набадвипа
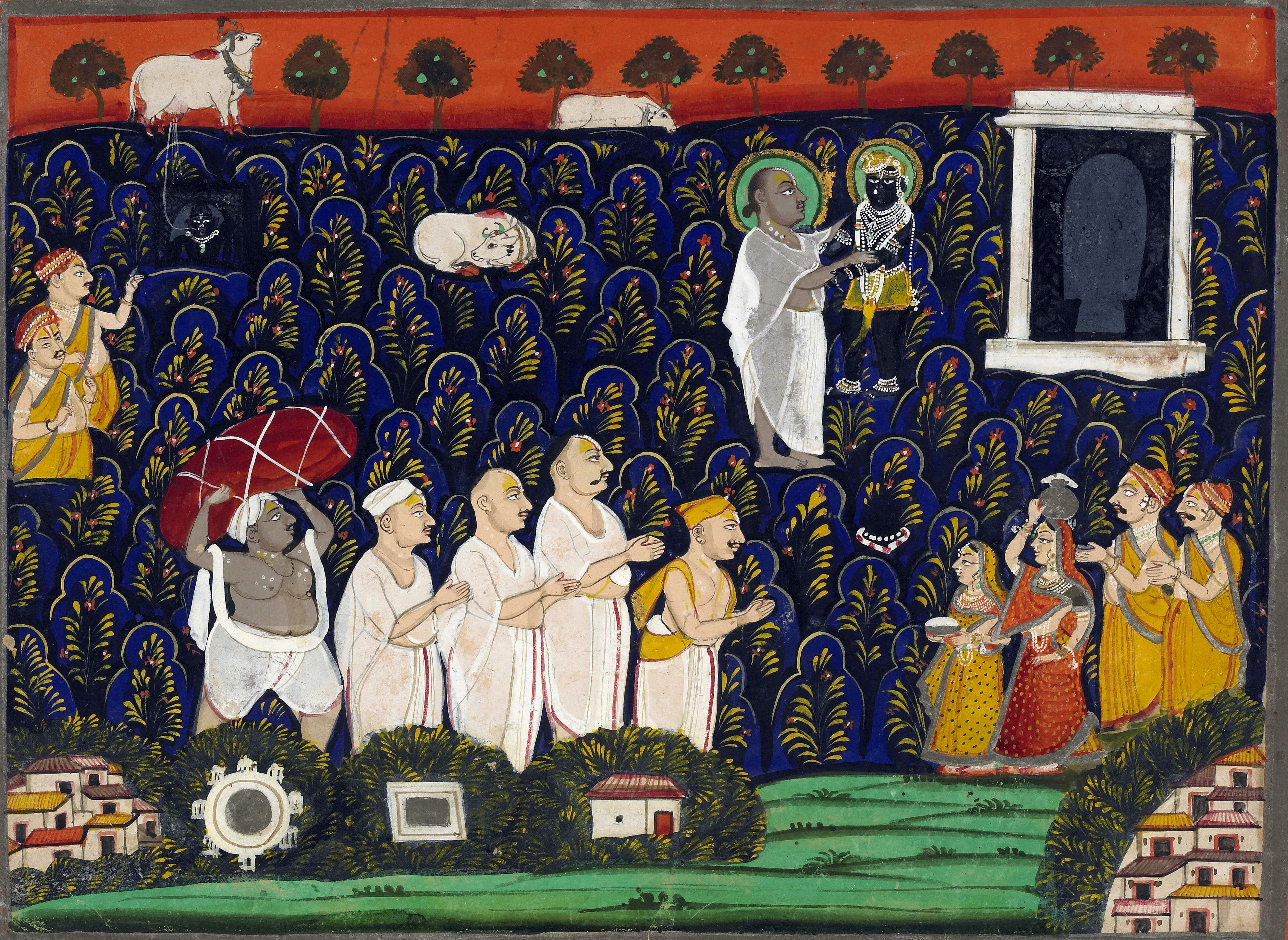
Валлабхачарья находит мурти Шринатхи на горе Говардхан
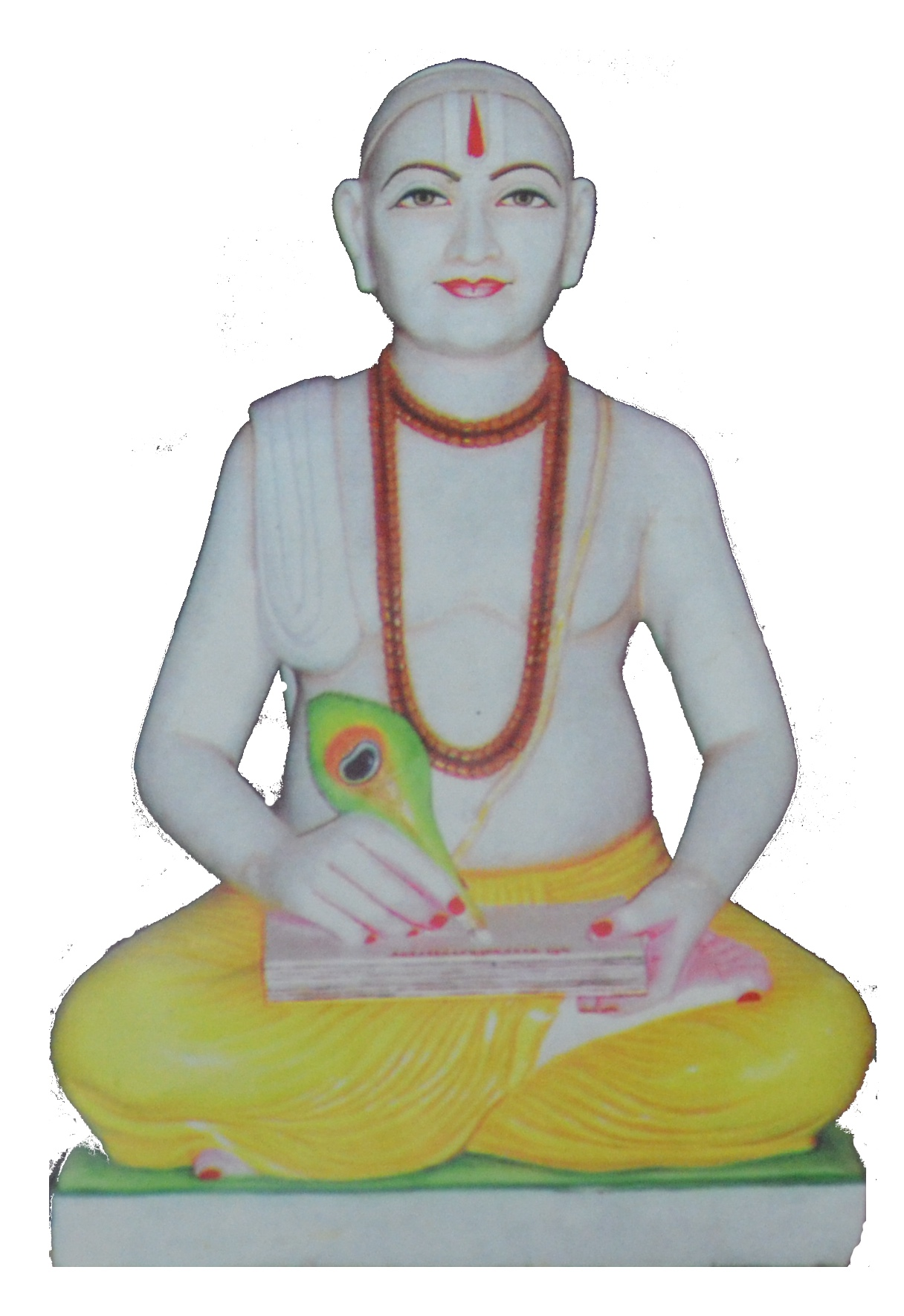
Статуя Тулсидаса в муниципальном колледже Касганджа
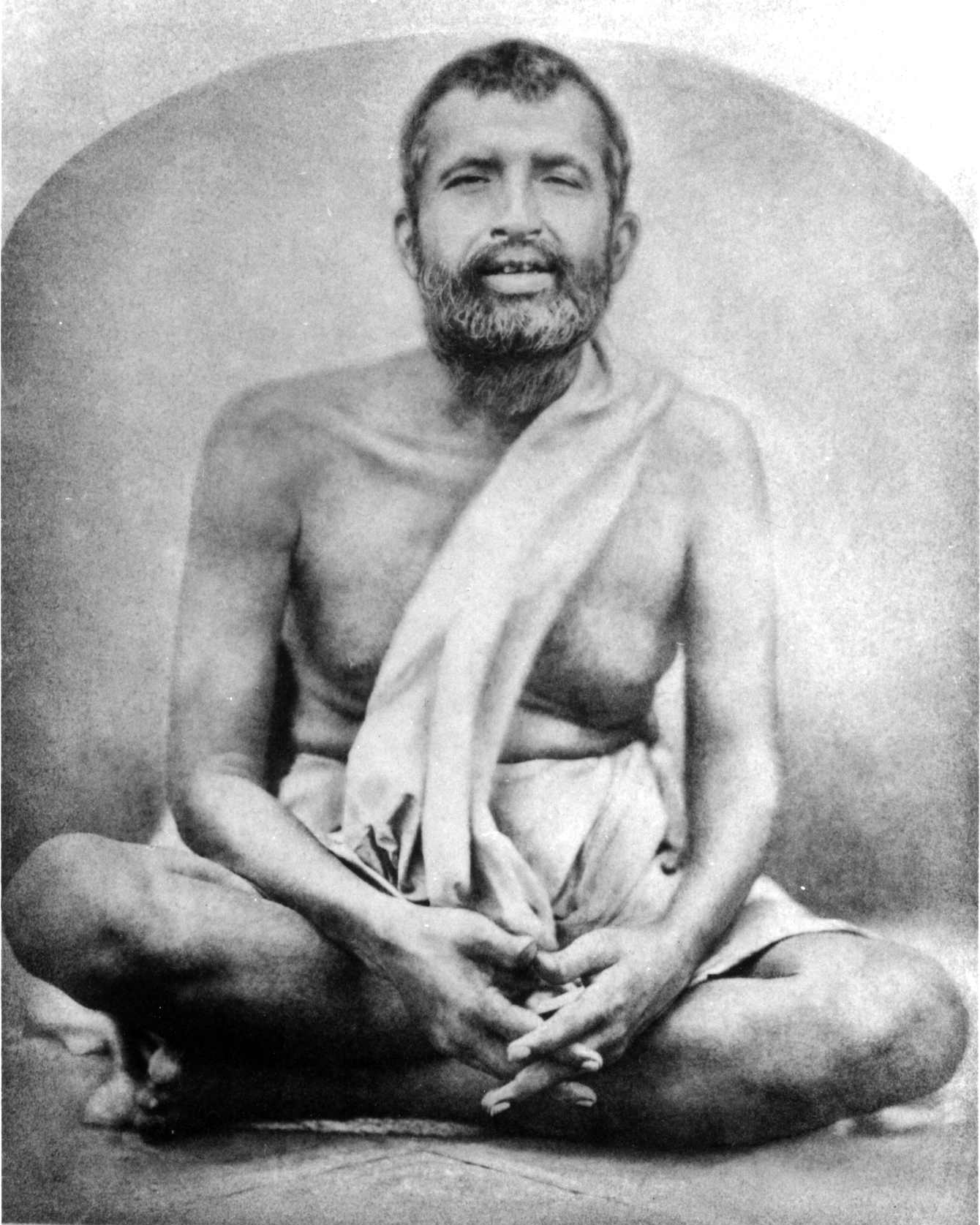
Прижизненная фотография Рамакришны 1885 года

## Ниргуна-бхакты
Направление ниргуна-бхакти, — последователи которого назывались «санты», то есть «благие», — восходит к Рамананде (1400—1470 или 1440—1518). Проповедник из Бенареса, Рамананда, считал себя последователем Рамануджи. Однако в своей духовной практике предпочитал не персонифицированный образ Вишну, а его обезличенный аспект. Рамананда считал, что Бога можно любить под любым именем и порицал внешние формы религиозности в виде идолопоклонства.
Последователи Рамананды оформились в движение при его ученике, ткаче из Бенареса Кабире (1440—1518). Группа получила название «кабир-пантх». Кабир писал религиозные гимны, проповедуя веру в единого Бога вне конфессий и обличал претензии брахманов на роль посредников между Богом и человеком. Единомышленником и соучеником Кабира стал кожевник из касты неприкасаемых Равидас (1450—1520). Он критиковал кастовое неравенство и ратовал за устранение конфессиональных границ. Сочинения Равидаса оказали значительное влияние на культуру бхакти, а также сикхизм. Другими единомышленниками Кабира были чесальщик хлопка Даду Даял, ювелир Акхо Бхагат, торговцы Малукдас и Нанак (основатель сикхизма). Санты («благие») культивировали преданность (бхакти) единому Богу-Абсолюту, которому люди дают различные имена. Ниргуна-бхакты исповедовали разрыв связей с конфессиями, то есть другими традициями, и соблюдение нейтралитета к божествам — отсутствие приоритета избранного божества перед другими.
Среди ниргуна-бхактов выделяются лингаяты или вирашайвы. Они исповедуют шиваизм в Южной Индии, а сама традиция лингаята или вирашиваизм представляет собой вариант философии вишишта-адвайты. Принято считать, что вирашиваизм был основан брахманом Басавой (1105—1167). Лингаяты исповедают бхакти, которое включает несколько элементов: отказ от привязанности к миру, сосредоточение ума на Шиве, предложение ему плодов своих действий и ощущение милости Бога и, в конечном счёте, соединение с Шивой. Лингаяты поклоняются Шиве в неантропоморфной форме лингама и носят его символ на шее. Индологи полагают, что лингаята можно классифицировать как теистический монизм, а представления лингаятов о бхакти возникли под влиянием вайшнавской сампрадаи Рамануджи. В то же время лингаяты отказались от традиций индуизма: они отвергают касты, авторитет Вед, жертвоприношения, поклонение священным образам, храмовое служение и паломничество.

Известные ниргуна-бхакты
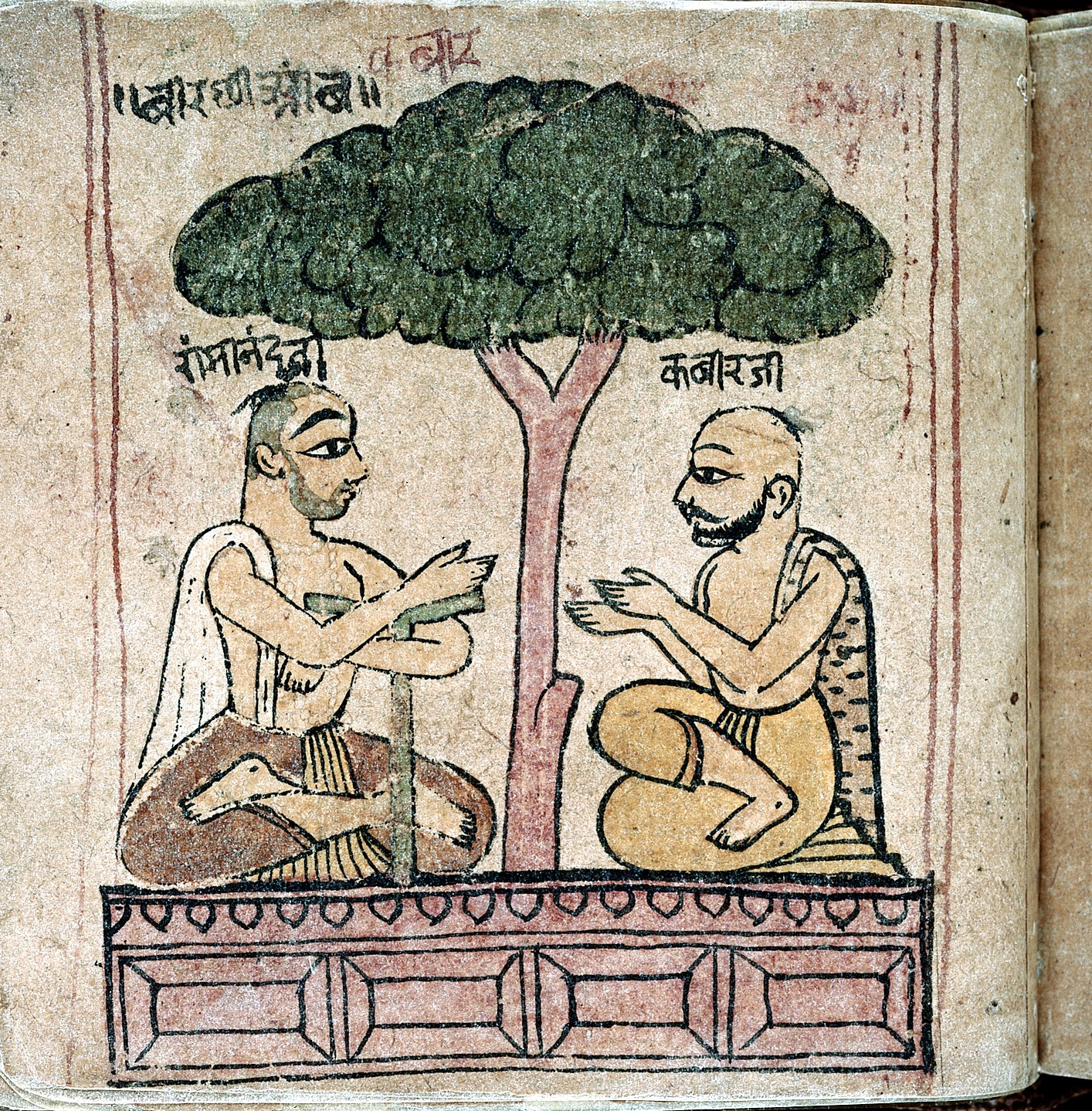
Рамананда (слева) и Кабир на средневековом манускрипте
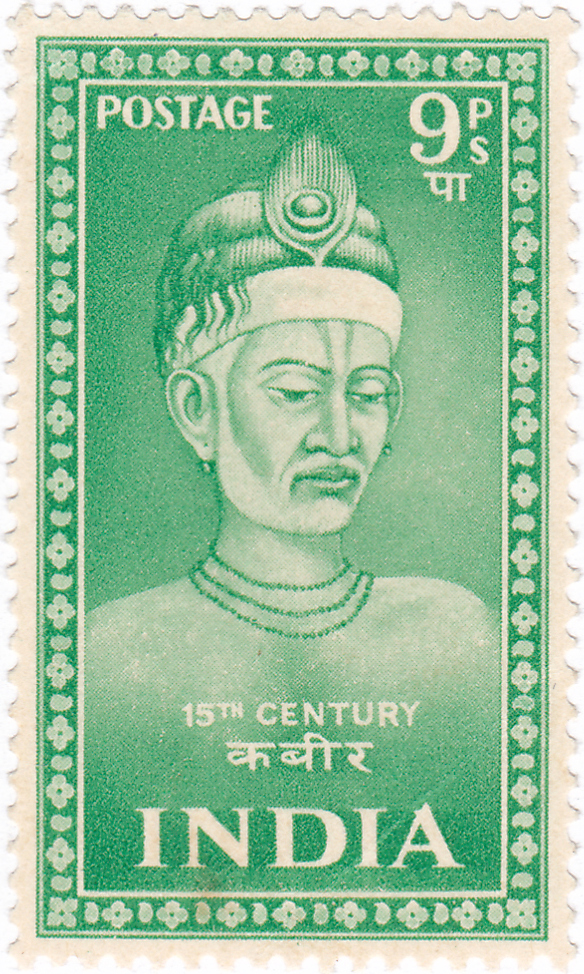
Индийская почтовая марка 1952 года с изображением Кабира
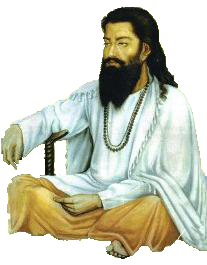
Современное изображение Равидаса
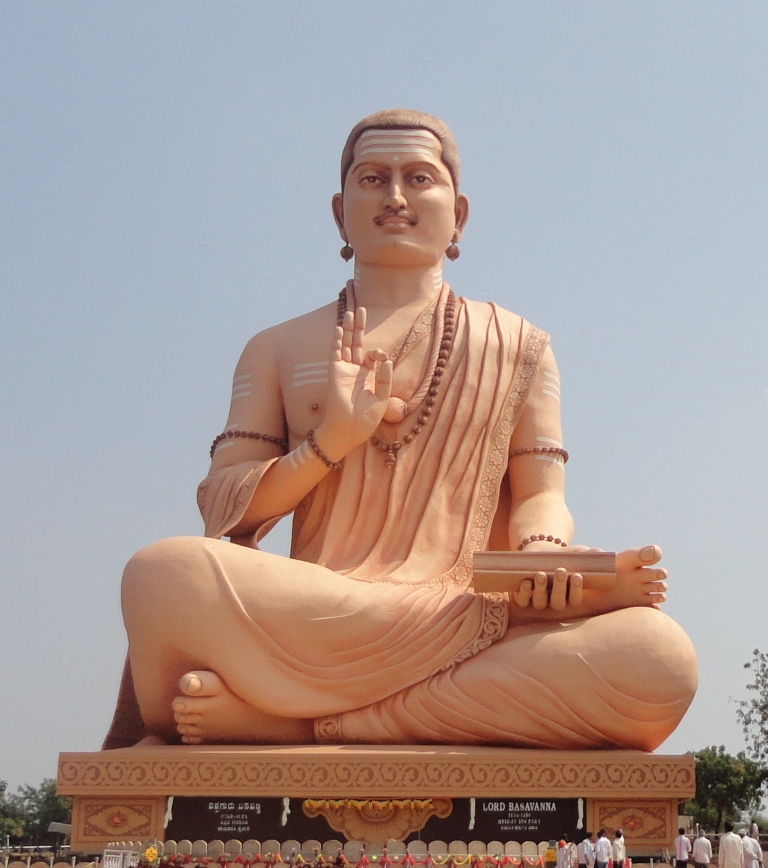
Статуя Басавы в Карнатаке